# Salix laevigata
Salix laevigata és una espècie de planta de la família de les salicàcies. És nativa d'Amèrica del Nord, de la costa de Califòrnia i nord de Baixa Califòrnia.

## Descripció

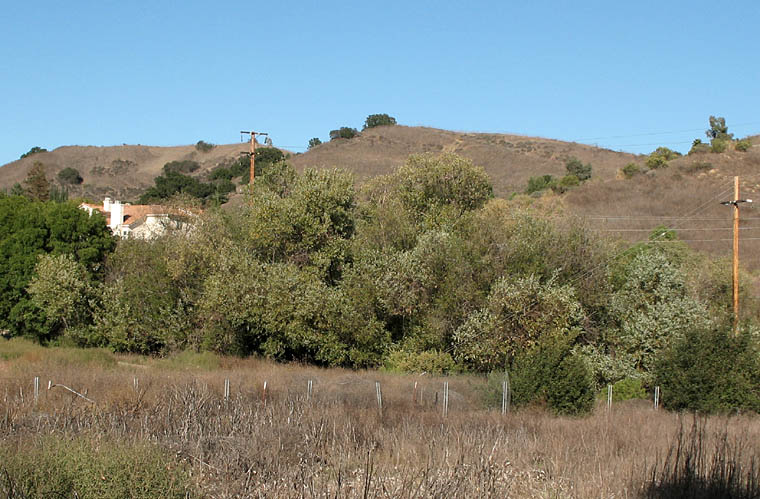
Vista de la planta

És un arbre que arriba a mesurar de 2 a 15 m d'alçada. Les branques van de flexibles a molt fràgils a la base, essent de color gris-marró a groc-marró, glabres o amb vellositats, les branquetes són de color groc-marró o vermell-marró, glabres, densament piloses i vellutades. Les fulles són estretament oblongues, estretament el·líptiques, lanceolades o obovades, de 53-190 × 11-35 mm, 2,8-9 vegades més llargues que amples, de base convexa, subcordada, arrodonida o cuneïforme, els marges crenats o serrats finament, àpex acuminat, agut o caudat. La inflorescència és en forma d'aments. El fruit és en forma de càpsules de 3-5,5 mm.

## Distribució i hàbitat
Es troba en zones riberenques al llarg dels rierols als boscos, a les costes de llacs subalcalins o salobres, canons i fossats, a una altitud de 0-2200 m. Es distribueix per Arizona, Califòrnia, Nevada, Oregon, Utah, Mèxic (Baixa Califòrnia).

## Taxonomia
Salix laevigata va ser descrita per Michael Schuck Bebb i publicada a American Naturalist 8(4): 202, l'any 1874.

### Etimologia
- Salix: nom genèric llatí per al salze, les seves branques i fusta.[4]
- laevigata: epítet llatí que significa "dentada".[5]

### Sinonímia
- Pleiarina laevigata (Bebb) N.Chao & J.Liu
- Salix bonplandiana var. laevigata (Bebb) Dorn
- Salix congesta (Bebb) Howell
- Salix laevigata var. angustifolia Bebb
- Salix laevigata var. araquipa (Jeps.) C.R.Ball
- Salix laevigata f. ariquipa Jeps.
- Salix laevigata var. congesta Bebb
- Salix laevigata var. laevigata[6]